# 瑞丽事件
瑞丽事件是1947年末至1948年初发生在中華民國雲南省西部边境瑞丽地区的武装暴动事件。瑞丽设治局在景颇族山寨查铲罂粟时激起民愤，景颇族攻占瑞丽设治局。事变中，瑞丽全境失控，情況極其嚴峻，国民政府主席、内政部、国防部均曾过问此事。

## 背景

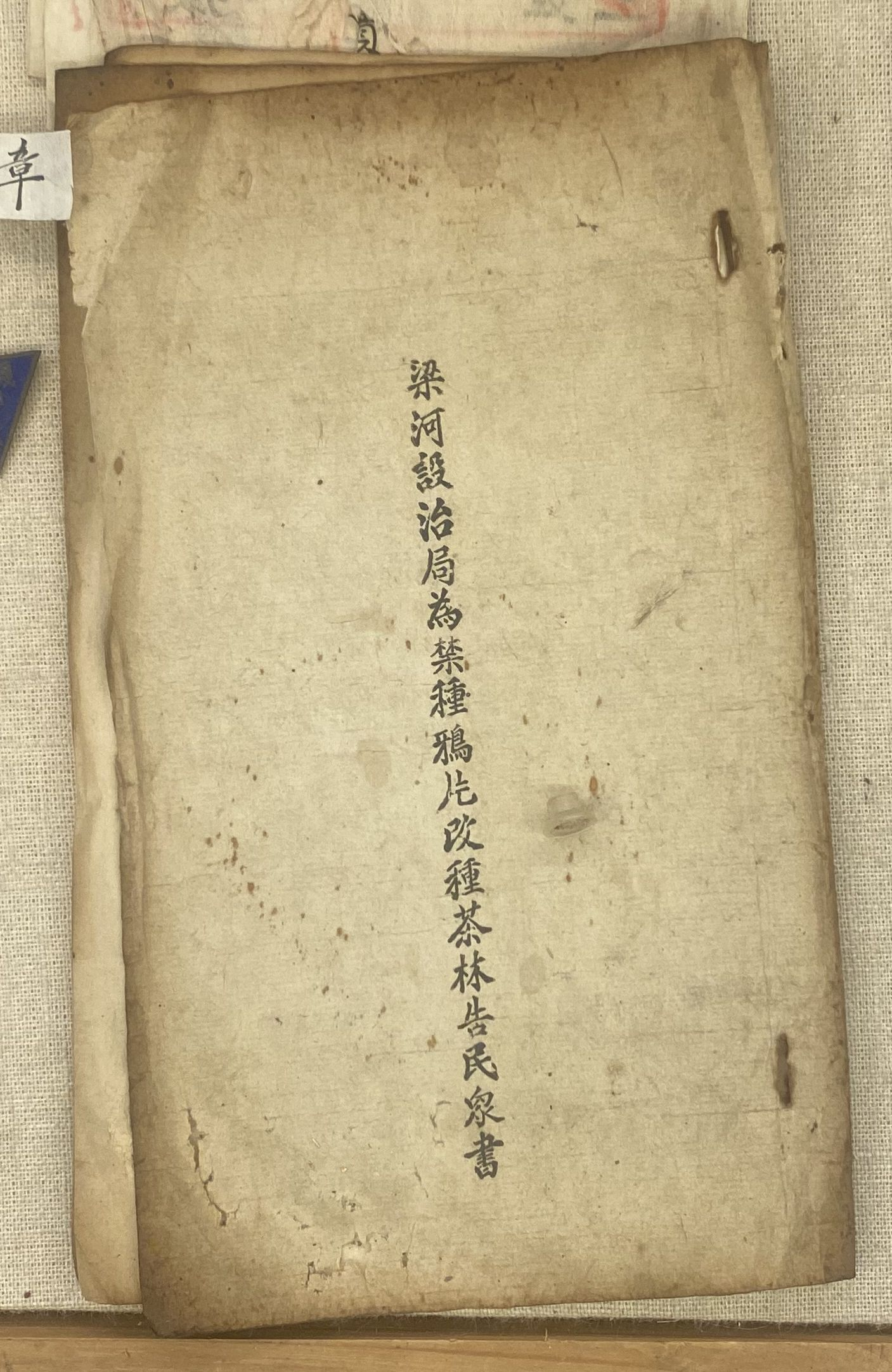
梁河设治局为禁种鸦片改种茶林告民众书

鸦片和罂粟在清朝嘉庆末年自缅甸传入滇西地区，云贵总督、云南巡抚均采取措施予以禁止，但禁令只是一纸空文，种植、贩运、吸食鸦片成为公开的秘密。此后，云南地方政府数次尝试禁绝鸦片，但在1920年秋，由于唐继尧政府财政危机，禁烟政策再度放寬，制定《云南禁烟处罚暂行章程》，允许种植大烟，以“罚款”的名义征收烟税，谓之“寓禁于征”:190-191,434。龙云管治云南初期，延续了唐继尧的烟税政策，1921年至1934年间，烟税在云南财政税收中的占比平均达到40%:195。1935年，南京国民政府在全国范围内推行禁烟计划，由于云南少数民族地区实行禁种的困难较大，云南省府将18个地区划为“缓禁区”，缓禁区自1939年秋季开始实施禁种令。1940年前后，盈江设治局、莲山设治局、梁河设治局、宁蒗设治局、龙武设治局、景东县、镇沅县等地均因禁烟运动爆发了抗铲事件，甚至发生流血冲突，盈江设治局长李竹溪、龙武设治局长黄光禄被打死，抗议群众及政府官员多有伤亡。即使如此，1939年开始实行的禁种烟令也颇有成效，瑞丽的傣族坝区基本实现禁种罂粟，不过景颇族山区的经济生活对罂粟有较高依赖性，尚未实行禁种。1947年9月，瑞丽的景颇族山区开始实行禁种令，但是此时景颇族赖以生计的烟苗已经下种，设治局计划交给景颇族用于替代种植的豌豆和土豆种子尚未分发，查铲行动断绝了景颇族的生活来源，加之设治局人员的腐败与作风不正，導致事件爆发。

## 事件经过
1947年11月25日，瑞丽设治局长舒自天在瑞丽召开禁烟会议，要求各乡镇长自12月1日开始复查烟苗种植情况，如果发现种植，应予以铲除，在必要时可以使用地方武力。12月1日，各乡镇铲烟工作队出发，向所属山区查铲。中正镇（今弄岛镇）铲烟队在副镇长黄廷志带领下，2日赴邦岭，3日抵围脚，4日下午遭到景颇族民众的武装围攻，于5日午夜走小路撤回设治局。云南省民政厅严禁烟督导专员杨履中此时正在陇川检查禁烟工作，闻报后于10日赶赴瑞丽，与舒自天商量对策，最终决定派遣中正镇镇长、副镇长带队，继续查铲烟苗。杨履中与舒自天借机向景颇族山寨索要30,000印度卢比的罚金。
12月26日，中正镇铲烟队第二次进山。黄廷志向景颇族榨索5,000印度卢比，加之查铲队士兵饮酒作乐、奸淫妇女，激起景颇族强烈不满。27日早，查铲队遭到景颇族围攻，镇长瑞庄被俘，查铲队退至木棵（设治局在此设有一保公所）。邦岭、围脚的300余名景颇族山民随即包围木棵，查铲队撤离，景颇族将木棵保公所焚毁。随后，邦岭山官出面向各景颇族山寨发出报急信号，各山寨景颇族向木棵集结。29日黎明，景颇族围攻设治局自卫兵驻地弄木雷寨，31日攻破并将之焚掠一空，随后分头包围弄岛的设治局公署。1948年1月1日，景颇族攻破设治局，设治局长舒自天逃至畹町。1月4日，景颇族东进攻破姐相的中山乡公所，随后将瑞丽设治局与中山乡公所烧毁，瑞丽设治局武装东渡瑞丽江固守畹町。1月11日，景颇族到达距离畹町5里的法破寨，由保山赶到畹町的第277团1营向景颇族开炮射击，景颇族伤亡惨重，但仍聚于法破不撤。
云南省主席龙云下令以政治方式解决，1月12日，第277团团长吕维英、第六行政督察专员代表李乐山、保山警务段段长赵晴东、国防部驻保山保密组组长何铸抵达畹町进行调解，勐卯土司衎景泰也派出秘书衎盈瑞协助联络。1月15日，中華民國政府代表与景颇族代表举行会谈，答应撤销舒自天、杨履中的职务，并承诺设治局的保警队不再进山，景颇族許諾三天内解除武裝並撤回山寨。但到了期限没有撤离，李乐山邀请芒市土司代办方克胜、遮放土司多英培陪同，于1月26日到达勐卯，与衎景泰和景颇族山官商定，吕维英和舒自天带队回弄岛，由方克胜和多英培担保衎景泰及各景颇族山官的安全。1月27日，吕维英和舒自天返回弄岛，景颇族武装撤回山寨。

## 善后
云南省主席卢汉令第十二区（原第六区）行政督察专员杨茂实亲自前往瑞丽善后，杨茂实于1948年2月1日抵达勐卯，3月初拟定善后纲要，包括：裁撤各乡镇保副长并遣送出境、裁减设治局经费、禁止设治局增派税捐、不再追究景颇族责任等。卢汉下令对瑞丽设治局长舒自天撤职调查，移交省高级法院审理。
事件的导火索“索要三万印度卢比”是景颇族控告的设治局人员罪行，并称已上交了1,000卢比，舒自天与杨履中矢口否认，云南军官杨如轩曾为此辩解：景颇族山寨每户家产仅值10卢比，受查铲影响的景颇族不过300户，全山寨也只有806户，30,000卢比数量过于庞大，杨履中“研究边情有年”，如果真要罚款，数额不可能如此巨大。设治局人员奸淫景颇族妇女一事，善后处理报告称系“队兵与山头三寡妇、二女子饮酒唱乐、趁酒和奸”，并称调查时无人承认，没有证据，最后不予深究；《瑞丽市志》主编后来曾调查此事，据称强奸确有其事，但碍于民情不能将人员姓名列出。